# Emilie Haavi
Emilie Bosshard Haavi (Bærum, 16 de junio de 1992) es una futbolista noruega. Juega como centrocampista o delantera en la Roma de la Serie A de Italia. Es internacional con la selección de Noruega desde 2010.
Es la futbolista más laureada en el fútbol femenino noruego, y la segunda en el fútbol femenino o masculino de su país. Con nueve oros de liga y siete Copas, solo es superada por los 21 títulos de Roar Strand.

## Trayectoria

### Røa IL (2008-2012)
En 2008 se unió al Røa IL de la Toppserien noruega. A pesar de no marcar ningún gol, se hizo un nombre en su primera temporada con el club, en la que ganó la Toppserien 2008 y la Copa de Noruega del mismo año.
Su primer gol en la máxima categoría vino el 5 de mayo de 2009 en la goleada 7-1 que su equipo le propinó al Sandviken. Semanas más tarde marcó el gol que le dio la victoria por 2-1 contra el mismo equipo, y registró otros dos tantos en el triunfo por 1-5 contra el Arna-Bjørnar. Cerró la temporada 2009 consiguiendo nuevamente el doblete de liga y copa.
La gran oportunidad de Haavi llegó en el partido de ida contra el Everton en los dieciseisavos de la Liga de Campeones 2009-10, cuando se convirtió en la mejor en el campo con un gol y una asistencia que contribuyeron a la victoria por 3-0.
Cuando Lene Mykjåland dejó el club en 2010, Haavi estaba afianzada en la banda izquierda del once titular. Luchó con determinación el puesto de máxima goleadora de la Toppserien 2010 pero una lesión en el partido contra el Stabæk el 25 de septiembre la dejó afuera de las canchas por el resto de la temporada. La delantera terminó así en el tercer lugar en la tabla de goleadoras, a tres tantos de la máxima anotadora.

### LSK Kvinner (2013-2016)
En abril de 2013 se unió al reciente campeón de la Toppserien LSK Kvinner y debutó días más tarde con su nuevo club marcando un gol contra el Sandviken. El 10 de octubre del mismo año se convirtió en la primera jugadora del LSK Kvinner (masculino y femenino) en anotar en la Liga de Campeones cuando su equipo se enfrentó al Liverpool FC. Haavi se convirtió en una figura clave del equipo que se llevó el doblete noruego en 2014, 2015 y 2016, llamando la atención de varios clubes extranjeros, entre ellos el Liverpool a quien rechazó dos de sus ofertas en 2015.

### Boston Breakers (2017)
En octubre de 2016 se supo que la noruega se despediría del LSK Kvinner al finalizar la temporada, tras haber firmado por el club estadounidense Boston Breakers de cara a la edición 2017 de la NWSL. Haavi se quebró el tobillo en un entrenamiento con el club en enero y, tras regresar de su lesión, chocó con un jugadora mientras entrenaba sufriendo tres fracturas en la mandíbula que la obligaron a  someterse a cirugía. Su paso por el Boston Breakers se convirtió en una pesadilla de lesiones y al no poder jugar al fútbol la nostalgia de la futbolista se intensificó con lo cual en agosto acordó rescindir el contrato con el club.

### Regreso al LSK Kvinner (2017-2021)
A su vuelta en el LSK Kvinner en agosto de 2017, Haavi contribuyó a conquistar otro campeonato de liga para el club esa misma temporada. Ya con Haavi afianzada en el equipo desde el inicio de la temporada, también se llevaron el doblete en 2018 y 2019. Se convirtió en la máxima anotadora de la Toppserien 2021 con 13 goles.

### Roma (2022-)
En diciembre de 2021 se unió a la Roma de la Serie A italiana, estrenando su nueva camiseta el 18 de diciembre con una victoria sobre Pomigliano en el marco de las eliminatorias de la Copa Italia 2021-22. Al final de la temporada, alcanzó tanto la clasificación a la Liga de Campeones 2022-23 como la final de la copa italiana, la cual se le escapó tras una derrota por 2-1 ante la Juventus.
En la temporada siguiente, se convirtió en protagonista de la clasificación a la segunda ronda de la Liga de Campeones 2022-23, marcando el penal decisivo en la ronda de penales ante el Paris FC.

## Selección nacional

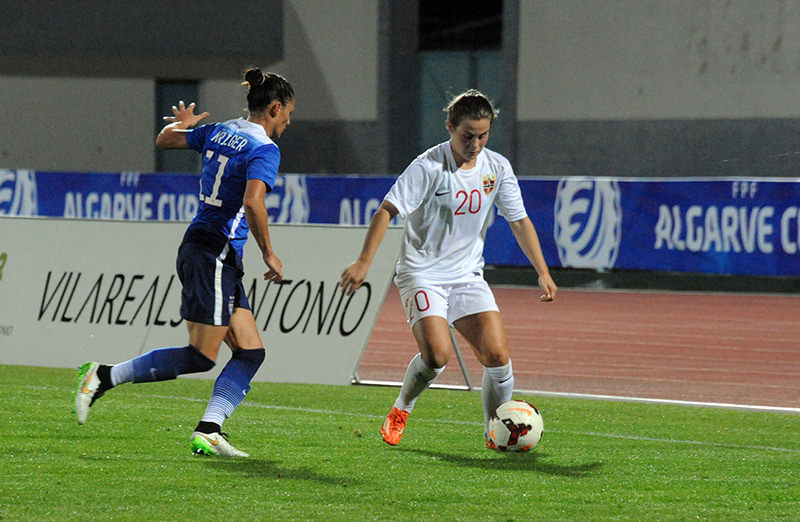
Haavi (derecha) y Ali Krieger disputan el balón en la Copa de Algarve 2015.

Haavi disputó el Europeo Sub-17 de 2009, donde Noruega terminó en cuarto lugar.
Debutó con la selección mayor de Noruega el 3 de junio de 2010, poco antes de cumplir 18 años, en el empate 1-1 ante Canadá. Más tarde haría presencia en cuatro eliminatorias mundialistas. Gritó su primer gol como internacional absoluta el 23 de junio de 2010, en el triunfo 3-0 sobre Bielorrusia como parte de la clasificación a la Copa Mundial de 2011.
Inicialmente fue la jugadora más joven en el combinado noruego de la Copa Mundial de 2011, pero tras la lesión de Lisa-Marie Woods, Kristine Minde, que era casi dos meses más joven, ocupó su lugar en la plantilla. En el primer partido contra Guinea Ecuatorial, Haavi marcó a pocos minutos del final el gol decisivo para la victoria noruega por 1-0. Tras jugar los demás partidos de la fase de grupo, fue eliminada después de las derrotas ante Brasil y Australia y, por lo tanto, también se perdió los Juegos Olímpicos de 2012.
En la Eurocopa 2013 estuvo en el once inicial en el último partido de la fase de grupos contra el defensor del título Alemania, quien ganaría el encuentro por la mínima. Las noruegas lograron superar las semifinales tras ganarle a Dinamarca en los penales, pero en la final se encontraron nuevamente con una derrota por la mínima ante las germanas.
En la Copa del Mundo de 2015 disputó todos los partidos de la fase de grupos pero su país cayó por 1-2 ante Inglaterra en los octavos de final, escapándosele así su chance de clasificarse directamente a los Juegos Olímpicos de 2016. Haavi tuvo otra oportunidad en el torneo de clasificación para los Juegos Olímpicos de 2016 pero el equipo nórdico terminó en último lugar y se perdió el boleto olímpico por segunda vez.
Disputó los 8 encuentros de la clasificación para la Eurocopa de 2017, llevándose el boleto europeo con 7 victorias y un empate. En la Eurocopa de 2017, donde jugó 2 partidos, las noruegas se quedaron sin marcar por primera vez en la historia del torneo y fueron eliminadas como últimas de su grupo.
En la clasificación para la Copa del Mundo de 2019, apareció en 5 de los 8 partidos. Con 7 victorias y una derrota, las noruegas se ubicaron como primeras en su grupo por encima del campeón europeo, Países Bajos. La Copa del Mundo de 2019 fue su tercer Mundial, pero sólo pisó el césped en un partido cuando entró como suplente contra Nigeria en el primer partido de la fase de grupos. Una derrota por 3-0 ante Inglaterra en los cuartos de final vio a su equipo eliminado y perdiéndose también el pase a los Juegos Olímpicos de 2020.
Tuvo su primer éxito en un torneo al ganar la Copa de Algarve 2019.

## Estadísticas

### Clubes
| Club            | País           | Año             |
| --------------- | -------------- | --------------- |
| Røa IL          | Noruega        | 2008 - 2012     |
| LSK Kvinner     | Noruega        | 2013 - 2016     |
| Boston Breakers | Estados Unidos | 2017            |
| LSK Kvinner     | Noruega        | 2017 - 2021     |
| Roma            | Italia         | 2021 - presente |

## Palmarés

### Títulos nacionales
| Título          | Club        | País    | Año  |
| --------------- | ----------- | ------- | ---- |
| Toppserien      | Røa IL      | Noruega | 2008 |
| Copa de Noruega | Røa IL      | Noruega | 2008 |
| Toppserien      | Røa IL      | Noruega | 2009 |
| Copa de Noruega | Røa IL      | Noruega | 2009 |
| Toppserien      | Røa IL      | Noruega | 2011 |
| Toppserien      | LSK Kvinner | Noruega | 2014 |
| Copa de Noruega | LSK Kvinner | Noruega | 2014 |
| Toppserien      | LSK Kvinner | Noruega | 2015 |
| Copa de Noruega | LSK Kvinner | Noruega | 2015 |
| Toppserien      | LSK Kvinner | Noruega | 2016 |
| Copa de Noruega | LSK Kvinner | Noruega | 2016 |
| Toppserien      | LSK Kvinner | Noruega | 2017 |
| Toppserien      | LSK Kvinner | Noruega | 2018 |
| Copa de Noruega | LSK Kvinner | Noruega | 2018 |
| Toppserien      | LSK Kvinner | Noruega | 2019 |
| Copa de Noruega | LSK Kvinner | Noruega | 2019 |

### Títulos internacionales
| Título          | Equipo  | Sede     | Año  |
| --------------- | ------- | -------- | ---- |
| Copa de Algarve | Noruega | Portugal | 2019 |

(*) Incluyendo la Selección

### Distinciones individuales
| Distinción                        | Año  |
| --------------------------------- | ---- |
| Jugadora del Año de la Toppserien | 2020 |